# 실론계피나무
실론계피나무 또는 시나몬(영: Cinnamon, 학명: Cinnamomum verum)은 녹나무과 녹나무속의 상록수이다.
나무 껍질을 말려서 만든 향신료로 쓴다. 나무의 크기는 10~15 미터까지 자라며 주산지는 스리랑카이다. 잎은 길쭉한 달걀 모양이며, 7~18 센티미터이다. 꽃은 원추꽃차례이고, 녹색을 띠며, 독특한 향이 난다. 열매는 자주빛깔이고, 1 센티미터이다.

## 같이 보기
- 계피
- 계수나무